# Silent All These Years
Silent All These Years – utwór i drugi singiel z debiutanckiej płyty Tori Amos pt. "Little Earthquakes".
W 2003 roku utwór ukazał się na składankowym albumie "Tales of a Librarian".

## Opis utworu
Utwór został napisany podczas poszukiwania przez Tori siebie (i solowego albumu) po niepowodzeniu zespołu Y Kant Tori Read.
Napisała tę piosenkę z myślą o Alu Stewardzie, aby ją zaśpiewać, a Eric Rosse, który tworzył inne utwory, które Amos skomponowała, usłyszał i powiedział jej: "Nie masz pomysłu, to twoja historia życia"; w rezultacie Amos zachowała to jako własne nagranie.
W książeczce dołączonej do albumu ujawnia, że pisanie piosenki było powolnym, ewoluującym procesem i że lekki fortepian riff podczas wersetów był pierwszy. Ten "tupot fortepianu z trzmieli", jak ją nazywa, jest jedną z bardziej emblematycznych i rozpoznawalnych części utworu.
Lirycznie Amos zainspirowała lektura powieści Hansa Christiana Andersena "Mała syrenka" dla jej małej siostrzenicy, Cody.

## Wydania
Pierwotnie "Silent All These Years" miał być stroną B singla "Me and a Gun".
Utwór poprzedni nie mógł zostać wydany jako samodzielny singiel dlatego wytwórnia zdecydowała się na wydanie singla "Silent All These Years".
W Wielkiej Brytanii został wydany jako drugi singiel w listopadzie 1991 roku (w sierpniu 1992 został wydany raz jeszcze jako szósty i ostatni singiel).
Na singlach 12-calowym i na kompakcie utworami na stronie B były utwory "Upside Down", "Thoughts" i "Me and a Gun", a na 7-calowym singlu stroną B był utwór "Me and a Gun".
Reedycja maxisingla w roku 1992 zawierała utwory: "Ode to the Banana King (Part One)", "Song for Eric" i koncertową wersję "Happy Phantom".
Z kolei reedycja singla 7-calowego i na kasecie magnetofonowej zawierała cover utworu "Smells Like Teen Spirit" z repertuaru Nirvany.
W Stanach Zjednoczonych "Silent All The Years" zostało wydane na kasecie magnetofonowej jako pierwszy singiel, po albumie zespołu Y Kant Tori Read, w kwietniu 1992. Jego stroną B była piosenka "Upside Down". Został ponownie wydany 4 marca 1997 r. jako singiel promocyjny dla RAINN z koncertową wersją
tego utworu wykonaną podczas koncertu dla RAINN nagranego 23 stycznia 1997 roku.

## Lista utworów
UK CD single, 7" and 12" single (Nov 1991)
1. "Silent All These Years" – 4:11
2. "Me and a Gun" – 3:42

UK CD single Part 1 (Nov 1991; re-issued Aug 1992)
1. "Silent All These Years" – 4:11
2. "Upside Down" – 4:22
3. "Me and a Gun" – 3:42
4. "Thoughts" – 2:36

US Cassette Single (April 1992)
1. "Silent All These Years" – 4:11
2. "Upside Down" – 4:22

UK CD Single Part 2 (Limited Edition) (Aug 1992)
1. "Silent All These Years" – 4:11
2. "Ode to the Banana King (Part One)" – 4:06
3. "Song for Eric" – 1:50
4. "Happy Phantom" (Live) – 3:33
  - Nagrane w Cambridge Corn Exchange, 5 kwietnia 1992

UK 7" Single and Cassette Single (Aug 1992)
1. "Silent All These Years" – 4:11
2. "Smells Like Teen Spirit" – 3:15

US RAINN Benefit CD Promo single (Atlantic PRCD 6986) (March 1997)
1. "Silent All These Years" – 4:11

US RAINN Benefit CD single (March 1997)
1. "Silent All These Years" (LP Version) – 4:11
2. "Silent All These Years" (Live Version) – 5:28
  - Nagrane w Madison Square Garden, 23 stycznia 1997 (The Concert For RAINN)

## Notowania
| Lista (1991)                    | Pozycja |
| ------------------------------- | ------- |
| UK Singles Chart                | 51      |
| Lista (1992)                    | Pozycja |
| Australian Singles Chart        | 128     |
| UK Singles Chart                | 26      |
| US Billboard Modern Rock Tracks | 27      |
| Lista (1997)                    | Pozycja |
| US Billboard Hot 100            | 65      |
| US Adult Top 40                 | 26      |